# コシュコピル
コシュコピル (ラテン文字: Qo‘shko‘pir, Qoshkopir、ウズベク語: Qo‘shko‘pir / Қўшкўпир, ロシア語: Кошкупыр) はウズベキスタン・ホラズム州の都市である。州都ウルゲンチからは西に約20kmの位置にある。2012年の人口は18,645人となっている。「コシュクピル」、「クシュクピル」と表記されることもある。

## 概要
1983年に設立された。アスファルトやコンクリートなどの建築資材製作が盛んである。